# Mimarsinania petulantana
Mimarsinania petulantana är en fjärilsart som beskrevs av Julius Thomas von Kennel 1901. Mimarsinania petulantana ingår i släktet Mimarsinania och familjen vecklare. Inga underarter finns listade i Catalogue of Life.